# La Unión (Olancho)
La Unión («La Unión» por la unificación de las aldeas en este municipio) es un municipio ubicado al noroeste en el departamento de Olancho en la República de Honduras.

## Límites
| Orientación | Límite                                     |
| ----------- | ------------------------------------------ |
| Norte       | Municipio de Olanchito, Yoro               |
| Sur         | Municipio de Salamá, Olancho               |
| Sur         | Municipio de El Rosario, Olancho           |
| Este        | Municipio de Esquipulas del Norte, Olancho |
| Este        | Municipio de Jano, Olancho                 |
| Oeste       | Municipio de Yocón, Olancho                |
| Oeste       | Municipio de Mangulile, Olancho            |

Su cabecera está situada en una localidad plana cerca de la margen derecha del Río El Camote.

## Historia
En 1852, existió un pueblo con el nombre de San Francisco de Yocón, el cual fue quemado por las fuerzas militares al mando del general José María Medina, siendo Presidente de Honduras en el año 1868.
En 1867, fue elevado a la categoría de Municipio y formaba parte del Distrito de Salamá.
En el siglo XIX se desarrollaba una guerra civil en el Departamento de Olancho, producto de que los pobladores deseaban separar este departamento de Honduras y convertirla en una "República Independiente", en represalia por los altos impuestos conocidos como "Diezmos de Olancho" que les exigían pagar, decretados por el gobierno de Comayagua, que era la capital en ese entonces.
Entre los años 1866-1883 fue constituido nuevamente, bajo Decreto por el presidente Marco Aurelio Soto, la comunidad estaba bajo la jurisdicción del Pueblo de Yocon.
En 1867, fue la instauración de La Unión como Municipio, tras su destrucción por el General Coquimbo.
En 1906, fue fundada La Iglesia de La Unión, se construyó en honor del Patrono San Francisco de Asís. 
En 1925, fue instalado el servicio telegráfico por Martin Murillo y se recuerda entre los telegrafistas de mayor tiempo de servicio a Ángela Figueroa y a José Salgado originario de Silca este último. 
En 1930 fue fundada la primera Escuela con el nombre de "General Francisco Morazán" frente al Parque. 
Durante las últimas décadas del siglo XX y las primeras del siglo XXI, La Unión ha sido un municipio receptor de mucha inmigración principalmente de los municipios vecinos, también de San Francisco de la Paz y Juticalpa. 
La población comercializaba con la costa norte de Honduras, con Tegucigalpa y con Comayagua, de allí su evolución comercial. El crecimiento urbano del municipio se desarrolló entre otros factores gracias a la reglamentación que obligaba a los ciudadanos de las comunidades rurales cercanas al pueblo y que poseían recursos económicos suficientes para que construyeran viviendas en las zonas, aunque no se habitaran en ellas. 
| Apellido | Lugar                   |
| -------- | ----------------------- |
| Vargas   | Caserío de El Paraíso   |
| Zaldívar | Caserío de Los Salitres |
| Funes    | Comunidad de Palala     |

### Alcaldes
Entre los primeros alcaldes municipales fueron Francisco Argueta Jiménez, José María Munguía, Macario Vargas y Tomas Herrera. 
| Período   | Nombre                              | Originario de       |
| --------- | ----------------------------------- | ------------------- |
| 1982-1984 | Helma Zelaya                        | San José, Choluteca |
| 1984-1986 | María Elena Valle Flores            | Yocón, Olancho      |
| 1986-1990 | Ramón Alcides Torres Castro         | Salamá, Olancho     |
| 1990-1994 | Ángel Donaldo Tejeda Menocal        | La Unión, Olancho   |
| 1994-1998 | Carmen Lastenia Padilla Rivera      | Yocón, Olancho      |
| 1998-2002 | José Humberto Rivera                | Juticalpa, Olancho  |
| 2002-2006 | Santos Isabel Zelaya Lobo           | La Unión, Olancho   |
| 2006-2010 | Santos Domingo Munguía Matute       | Mangulile, Olancho  |
| 2010-2014 | Yonis Herrera Tejeda                | La Unión, Olancho   |
| 2014-2018 | Renan Alcides Torres Argueta        | La Unión, Olancho   |
| 2018-2022 | Ramón Edgardo Cárcamo Rivera        | Tegucigalpa, M.D.C. |
| 2022-2026 | Dolores Olimpia Almendárez Martínez | Yocón, Olancho      |

## División Política
Aldeas: 5 (2022)
Caseríos: 84 (2013)
| Código | Aldea                  | Caseríos (según orden de población) |
| ------ | ---------------------- | --- |
| 151301 | La Unión (no es aldea) | |
| 151302 | El Díctamo             | El Ecuador, La Habana, El Junco, El Empedrado, El Anís, Buenas Noches, La Manzana, El Limón, Rio Abajo, El Río, El Golfo Pérsico, La Florida, La Laguna. |
| 151303 | El Guanacaste          | El Talquezatal, Terrero Blanco, La Florida, Las Trojas, Mata de Maguey, Rio Arriba, Rancho El Perro, Tierra Santa, El África, Casa Blanca, Los Planes, Troncon de Ocote, El Sampedral, Quebrada Negra, Hicaque, La Vega.                                                                                   |
| 151304 | El Paraíso             | El Naranjito, El Jengibre, El Incienso, La Picuda, La Acequia, Las Zuncuyas, San Francisco, El Bijao, Las Minas, Agua Caliente, Las Jaguillas, Las Chichiguas, Los Caulotes, El Cubo, El Portillo. |
| 151305 | Los Encuentros         | El Pacón, Los Planes, El Cacao, El Higueral, Los Salitres, La Carta. |
| 151306 | Palala                 | El Alto, Paso Real, Cerro Verde, El Cacao, Vallecito, Sabana Grande, Timis, La Leona, Las Cañas, La Pita, Las Caleras, Rancho Quemado, Yuscarán, El Alto, El Limoncito, El Sauce, Siguapate, El Montarrón, El Chorrito, El Mango, El Ocotal, Lagunas de Cerro Verde, Quintanilla, Mariquita, Los Ciruelos. |

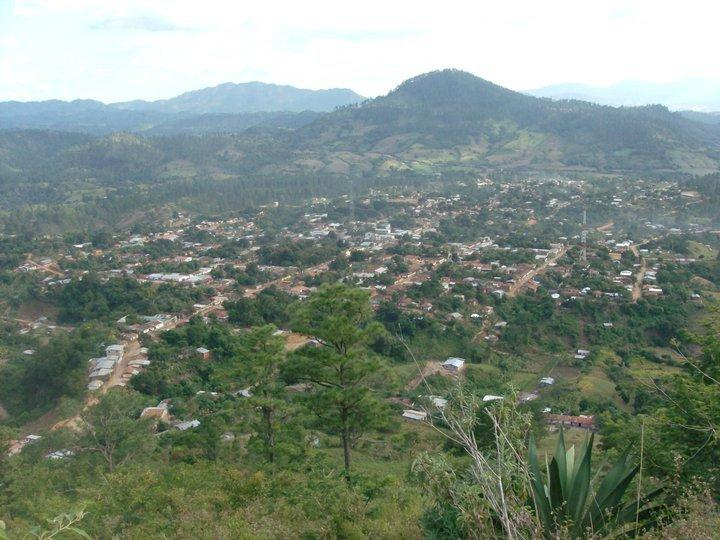
Vista panorámica del municipio de La Unión

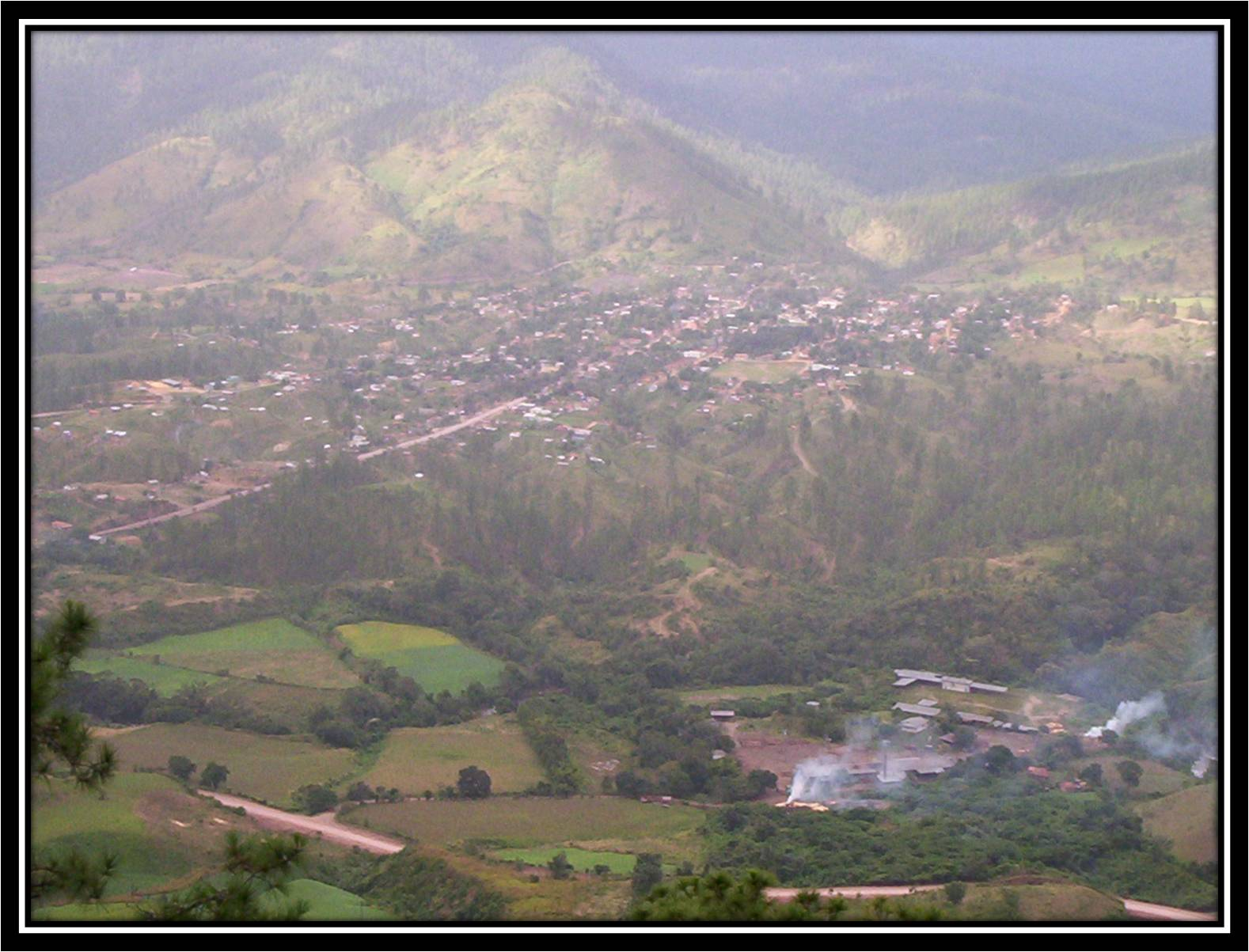
Panorámica de La Unión, Olancho

Aunque en la práctica solamente se reconocen cinco aldeas ya que La Unión corresponde al casco urbano como tal y La Pita es una comunidad que actualmente solo tiene 6 viviendas y se considera parte de la Aldea de Pálala.